# Campionati europei di corsa in montagna 1998
I IV Campionati europei di corsa in montagna si sono disputati a Sestriere, in Italia, il 5 luglio 1998 con il nome di European Mountain Running Trophy 1998. Il titolo maschile è stato vinto da Antonio Molinari, quello femminile da Rosita Rota Gelpi.

## Uomini Seniores
Individuale
| Pos.    | Atleta           | Nazione     | Tempo  |
| ------- | ---------------- | ----------- | ------ |
| Oro     | Antonio Molinari | Italia      | 53'02" |
| Argento | Andrew Pearson   | Inghilterra | 53'44" |
| Bronzo  | Marco De Gasperi | Italia      | 53'58" |
| 4       | Jaime Mendes     | Portogallo  | 54'05" |
| 5       | Lucio Fregona    | Italia      | 54'17" |
| 6       | Marcel Matanin   | Slovacchia  | 54'43" |
| 7       | Stephane Maheo   | Francia     | 54'45" |
| 8       | Joao Serralheiro | Portogallo  | 54'48" |
| 9       | Mark Roberts     | Inghilterra | 55'01" |
| 10      | Thierry Icart    | Francia     | 55'05" |

Squadre
| Pos.    | Squadra     | Punti |
| ------- | ----------- | ----- |
| Oro     | Italia      | 9     |
| Argento | Inghilterra | 24    |
| Bronzo  | Portogallo  | 32    |

## Donne Seniores
Individuale
| Pos.    | Atleta                 | Nazione     | Tempo  |
| ------- | ---------------------- | ----------- | ------ |
| Oro     | Rosita Rota Gelpi      | Italia      | 34'58" |
| Argento | Flavia Gaviglio        | Italia      | 35'47" |
| Bronzo  | Pierangela Baronchelli | Italia      | 36'14" |
| 4       | Maria Grazia Roberti   | Italia      | 36'22" |
| 5       | Carol Greenwood        | Inghilterra | 36'38" |
| 6       | Alena Briedova         | Slovacchia  | 37'31" |
| 7       | Martine Payet          | Francia     | 38'09" |
| 8       | Hafida Gadi            | Francia     | 38'31" |
| 9       | Tracey Brindley        | Scozia      | 38'59" |
| 10      | Nadedja Gousselscikova | Russia      | 39'13" |

Squadre
| Pos.    | Squadra     | Punti |
| ------- | ----------- | ----- |
| Oro     | Italia      | 6     |
| Argento | Francia     | 28    |
| Bronzo  | Inghilterra | 30    |

## Medagliere
| Posizione | Paese       | Oro | Argento | Bronzo | Totale |
| --------- | ----------- | --- | ------- | ------ | ------ |
| 1         | Italia      | 4   | 1       | 2      | 7      |
| 2         | Inghilterra | 0   | 2       | 1      | 3      |
| 3         | Francia     | 0   | 1       | 0      | 1      |
| 4         | Portogallo  | 0   | 0       | 1      | 1      |